# Мађарска на Зимским олимпијским играма 1988.
Мађарска је учествовала на Зимским олимпијским играма које су одржане 1988. године у Калгарију, Канада. Ово је било петнаесто учешће мађарских спортиста на зимским олимпијадама. Мађарски спортисти на овој олимпијади нису освојили ниједну олимпијску медаљу, нити олимпијски бод.
На свечаном отварању игара заставу Мађарске је носио Атила Тот. На ову смотру Мађарска је послала укупно 5 такмичара (три мушка такмичара и две женске такмичарке) који су се такмичили у три спорта и пет спортских дисциплина.

## Резултати по спортовима
У табели је приказан успех мађарских спортиста на олимпијади. У загради иза назива спорта је број учесника
Са појачаним бројевима је означен најбољи резултат.
Принцип рачунања олимпијских поена: 1. место – 7 поена, 2. место – 5 поена, 3. место – 4 поена, 4. место – 3 поена, 5. место – 2 поена, 6. место – 1 поен.

| Спортска дисциплина   | Освојено место | Освојено место | Освојено место | Освојено место | Освојено место | Освојено место | Олимпијски поени | Такмичари | Такмичари | Такмичари |
| Спортска дисциплина   |                |                |                | 4.             | 5.             | 6.             | Олимпијски поени | Мушки     | Женске    | Укупно    |
| Биатлон (2)           | 0              | 0              | 0              | 0              | 0              | 0              | 0                | 1         | 0         | 1         |
| Уметничко клизање (2) | 0              | 0              | 0              | 0              | 0              | 0              | 0                | 1         | 2         | 3         |
| Скијашко трчање (2)   | 0              | 0              | 0              | 0              | 0              | 0              | 0                | 1         | 0         | 1         |
|                       |                |                |                |                |                |                |                  |           |           |           |
| Укупно                | 0              | 0              | 0              | 0              | 0              | 0              | 0                | 3         | 2         | 5         |

## Биатлон
Мушки, Биатлон
| Дисциплина           | Скијаш     | Резултат      | Позиција |
| -------------------- | ---------- | ------------- | -------- |
| Биатлон 10 km, мушки | Жолт Ковач | 28:13,9 (0)   | 48.      |
| Биатлон 20 km, мушки | Жолт Ковач | 1:06:15,2 (4) | 54.      |

## Уметничко клизање
Жене
| Дисциплина      | Пар            | Резултат | Позиција |
| --------------- | -------------- | -------- | -------- |
| Појединци, жене | Тамара Теглаши | 35,2     | 19.      |

Плесни парови
| Дисциплина    | Пар                  | Резултат | Позиција |
| ------------- | -------------------- | -------- | -------- |
| Плесни парови | Клара Енги Атила Тот | 14,0     | 7.       |

## Скијање

### Скијашко трчање
Мушки
| Дисциплина   | Скијаш      | Резултат  | Позиција |
| ------------ | ----------- | --------- | -------- |
| 15 km, мушки | Габор Мајер | 47:56,2   | 57.      |
| 30 km, мушки | Габор Мајер | 1:39:03,5 | 63.      |